# Czesław Lenczowski
Czesław Lenczowski (ur. 13 marca 1905 w Świątnikach Górnych, zm. 28 marca 1984 w Starym Sączu) – artysta malarz.
Czesław Lenczowski ze Starym Sączem był związany od 1924 roku. Studia na krakowskiej ASP przerwała wojna. W okresie okupacji związany z ZWZ i AK. Aresztowany, przeżył niemieckie obozy koncentracyjne Auschwitz-Birkenau i Flossenbürg. Z obozu Flossenbürg zbiegł podczas ewakuacji w kwietniu 1945 roku. Po wojnie dokończył studia. Powrócił do Starego Sącza i tu żył aż do śmierci. Pracował jako nauczyciel. 
Był malarzem, pejzażystą i portrecistą. Pozostawił po sobie około 5 tysięcy obrazów i portretów. Malował na zamówienie dla wielu kościołów, m.in. dla kościoła św. Elżbiety w Starym Sączu, gdzie można oglądać drogę krzyżową. Zaprojektował również ołtarz główny w kościele w Przyszowej. Niewielka część jego dzieł zachowała się w jego domu w Starym Sączu przy ul. Morawskiego oraz w Starosądeckim Muzeum Regionalnym. Robił także scenografie dla teatrów, a w szczególności dla Teatru Robotniczego w Nowym Sączu. Członek ZPAP.